# Indigofera santapaui
Indigofera santapaui är en ärtväxtart som beskrevs av Munivenkatappa Sanjappa. Indigofera santapaui ingår i släktet indigosläktet, och familjen ärtväxter. Inga underarter finns listade i Catalogue of Life.